# UNESCO-Lehrstuhl
Die UNESCO-Lehrstühle zielen darauf ab, internationale Netzwerke zum Austausch von Wissen, im Aufgabenbereich der UNESCO, zu schaffen.

## Allgemeines
Die UNESCO erkennt im Rahmen des UNITWIN-Programmes seit 1992 sogenannte UNESCO-Lehrstühle an. Die UNESCO verfolgt mit diesen Lehrstühlen mehrere Ziele. Zum einen sollen die Ziele der UNESCO an Hochschulen bekannt gemacht und deren Anliegen unterstützt werden. Ein weiteres Ziel ist die internationale Vernetzung, besonders mit Hochschulen der südlichen Hemisphäre, und deren Einbindung in die internationale Wissenschaftsgemeinschaft. UNESCO-Lehrstühle haben sich in der Vergangenheit häufig in einem der Aufgabengebiete der UNESCO oder in der Kooperation und im Wissenstransfer mit internationalen Partnern hervorgehoben. Mittlerweile besteht das Netzwerk aus über 850 Lehrstühlen verschiedener Fachrichtungen in 117 Ländern. In Deutschland gibt es zurzeit 14, in Österreich zehn und in der Schweiz neun UNESCO-Lehrstühle (Stand: 15. Dezember 2021).

## UNESCO-Lehrstühle

### UNESCO-Lehrstühle in Deutschland
- UNESCO-Lehrstuhl für Meeresgeologie und Küstenbewirtschaftung (engl. UNESCO Chair in Marine Geology and Coastal Management)

Christian-Albrechts-Universität Kiel, gegründet: 1997
- UNESCO-Lehrstuhl für Welterbestudien (engl. UNESCO Chair in Heritage Studies)

Brandenburgische Technische Universität Cottbus-Senftenberg, gegründet: 2003
- UNESCO-Lehrstuhl für Hochschulbildung für nachhaltige Entwicklung (engl. UNESCO Chair in Higher Education for Sustainable Development)

Leuphana Universität Lüneburg, Institut für Umweltkommunikation, gegründet: 2005
- UNESCO-Lehrstuhl für internationale Beziehungen (engl. UNESCO Chair in International Relations)

Technische Universität Dresden, gegründet: 2009
- UNESCO-Lehrstuhl für Entrepreneurship und Interkulturelles Management (engl. UNESCO Chair in Entrepreneurship and Intercultural Management)

Bergische Universität Wuppertal, gegründet: 2010
- UNESCO-Lehrstuhl für Kulturelle Bildung (engl. UNESCO Chair in Arts and Culture in Education)

Universität Erlangen-Nürnberg, Institut für Pädagogik, gegründet: 2010
- UNESCO-Lehrstuhl für Hydrologischen Wandel und Wasserressourcen-Management (engl. UNESCO Chair in Hydrological Change and Water Resources Management)

Rheinisch-Westfälische Technische Hochschule Aachen, gegründet: 2010
- UNESCO-Lehrstuhl für Kulturpolitik für die Künste innerhalb gesellschaftlicher Entwicklungsprozesse (engl. UNESCO Chair in Cultural Policy for the Arts in Development)

Universität Hildesheim, Institut für Kulturpolitik, gegründet: 2012
- UNESCO-Lehrstuhl für Freiheit von Kommunikation und Information (engl. UNESCO Chair on Freedom of Communication and Information)

Universität Hamburg und das Hans-Bredow-Institut, gegründet: 2013
- UNESCO-Lehrstuhl für berufliche Bildung, Kompetenzentwicklung und Zukunft der Arbeit (engl. UNESCO Chair on TVET and competence development for the future of Work)

Technische Universität Dortmund, gegründet: 2020
- UNESCO-Lehrstuhl für Erdbeobachtung und Geokommunikation von Welterbestätten und Biosphärenreservaten (engl. UNESCO Chair on World Heritage and Biosphere Reserve Observation and Education)

Pädagogische Hochschule Heidelberg, Abteilung Geographie – Research Group for Earth Observation (rgeo), gegründet: 2016
- UNESCO-Lehrstuhl für Transkulturelle Musikforschung (engl. UNESCO Chair on Transcultural Music Studies)

Gemeinsames Institut für Musikwissenschaft der Hochschule für Musik Franz Liszt Weimar und der Friedrich-Schiller-Universität Jena, gegründet: 2016

### UNESCO-Lehrstühle in Österreich
- UNESCO-Lehrstuhl für interkulturellen und interreligiösen Dialog für Südosteuropa (engl. UNESCO Chair in Intercultural and Interreligious Dialogue for South-East Europe)

Universität Graz, gegründet: 2007
- UNESCO-Lehrstuhl für Friedensstudien (engl. UNESCO Chair for Peace Studies)

Universität Innsbruck, gegründet: 2008
- UNESCO-Lehrstuhl für kulturelles Erbe und Tourismus (engl. UNESCO Chair in Cultural Heritage and Tourism)

Universität Salzburg, gegründet: 2011
- UNESCO-Lehrstuhl für integrative Fließgewässerforschung und -management (engl. UNESCO Chair on Integrated River Research and Management)

Universität für Bodenkultur Wien, gegründet: 2014
- UNESCO-Lehrstuhl für Bioethik (engl. UNESCO Chair of Bioethics)

Medizinische Universität Wien, gegründet: 2016
- UNESCO-Lehrstuhl “Human Rights and Human Security”

Universität Graz, gegründet: 2016
- UNESCO-Lehrstuhl für die Erhaltung von Kulturerbe (engl. UNESCO Chair on Conservation and Preservation of Tangible Cultural Heritage)

Universität für angewandte Kunst Wien, gegründet: 2019
- UNESCO-Lehrstuhl für nachhaltiges Management zur Erhaltung von Gebieten (engl. UNESCO Chair on Sustainable Management of Conservation Areas)

Fachhochschule Kärnten, gegründet: 2020
- UNESCO-Lehrstuhl für Bildung in globaler Verantwortung, Diversität und Frieden (engl. UNESCO Chair on Global Citizenship Education - Culture of Diversity and Peace)

Universität Klagenfurt, gegründet: 2020

### UNESCO-Lehrstühle in der Schweiz
- UNESCO-Lehrstuhl für Menschenrechte und Demokratie (frz. Chaire UNESCO sur les droits de l’homme et la démocratie)

Universität Freiburg, Interdisziplinäres Institut für Ethik und Menschenrechte, gegründet: 1998
- UNESCO-Lehrstuhl für entwicklungsfördernde Technologien (frz. Chaire UNESCO de technologies en faveur du développement)

École polytechnique fédérale de Lausanne, gegründet: 2007
- UNESCO-Lehrstuhl für den völkerrechtlichen Schutz von Kulturgütern (frz. Chaire UNESCO en droit international de la protection des biens culturels)

Universität Genf, gegründet 2012
- UNESCO-Lehrstuhl für ICT zur Förderung des nachhaltigen Tourismus an Weltkulturerbestätten (engl. UNESCO Chair on ICT to Develop and Promote Sustainable Tourism at World Heritage Sites)

Università della Svizzera italiana Lugano, gegründet: 2013
- UNESCO-Lehrstuhl Natur- und Kulturerbe für eine nachhaltige Berggebietsentwicklung (engl. UNESCO Chair on Natural and cultural heritage for sustainable mountain development)

Universität Bern, gegründet: 2016
- UNESCO-Lehrstuhl für Hydropolitik (frz. Chaire UNESCO en hydropolitique)

Universität Genf, gegründet: 2016
- UNESCO-Lehrstuhl für personalisiertes und adaptives Fernstudium (engl. UNESCO Chair on Personalized and Adaptive Distance Education)

Fernfachhochschule Schweiz Brig, gegründet: 2016
- UNESCO-Lehrstuhl für Physische Aktivität und Gesundheit im Bildungswesen (engl. UNESCO Chair on Physical Activity and Health in Educational Settings)

Universität Basel, gegründet: 2019